# 姚岳祥
姚岳祥（1551年—？），字于定，廣東高州府化州人，民籍，明朝政治人物。

## 生平
隆庆四年（1570年）庚午科廣東鄉試第十四名。萬曆五年（1577年）登丁丑科進士。改翰林院庶吉士。著有《玄珠集》等。

## 家族
曾祖父姚錦；祖父姚源；父親姚守轍，曾任教諭。前母李氏；母何氏。具庆下。兄應祥、成祥。。